# Ичери-базар
Ичери́-базар (азерб. İçəri bazar — Внутренний рынок, в простонародье — «Крепость») — старинный квартал, заложенный в начале XVIII века в центре Гаха (Азербайджан). В начале XIX века русские войска восстановили окружающие крепостные стены. Квартал состоит из десятка черепичных домов и 2 крепостных стен.

## Галерея

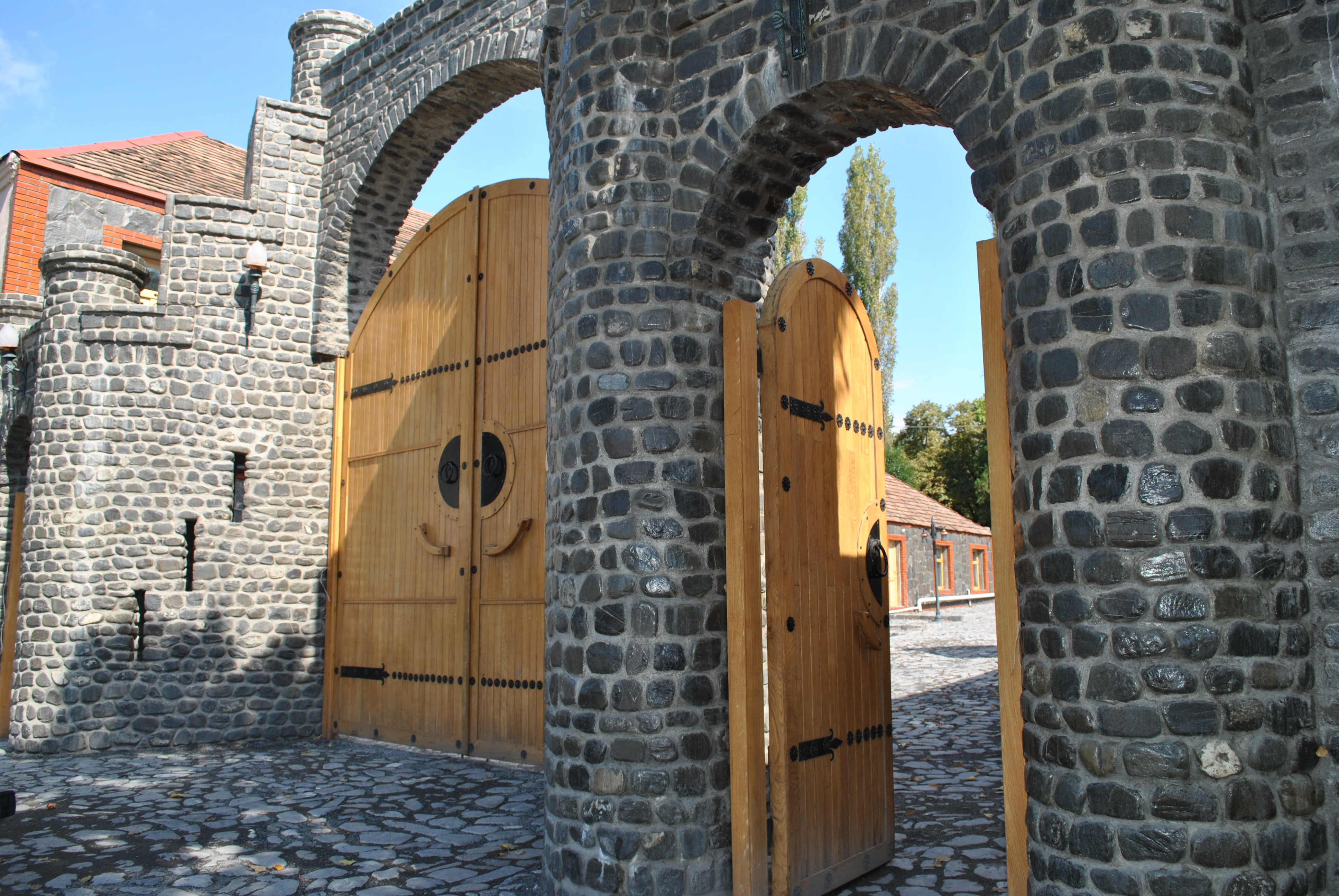
Улица Ичери-Базар, Вход через крепостные ворота
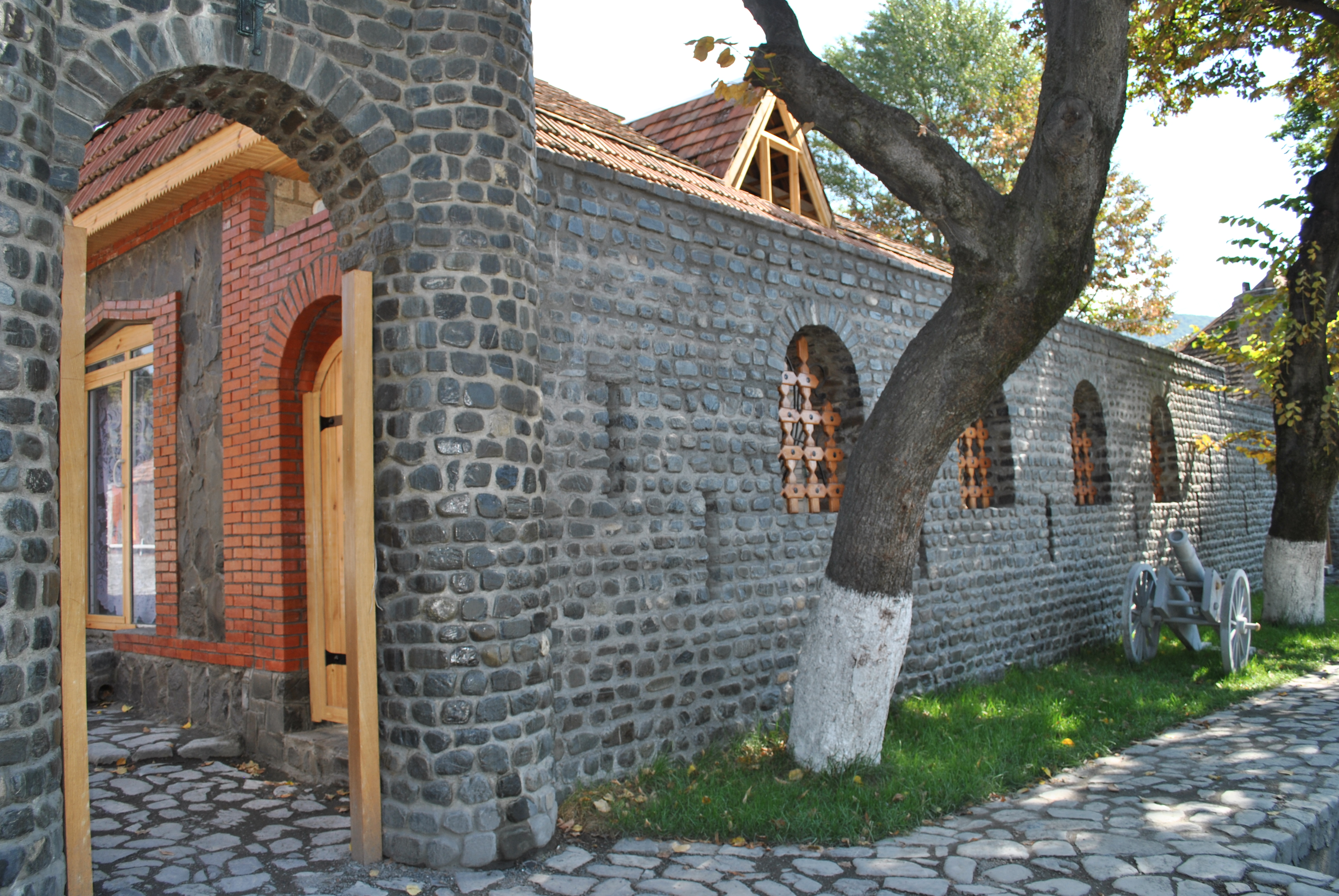
Улица Ичери-Базар
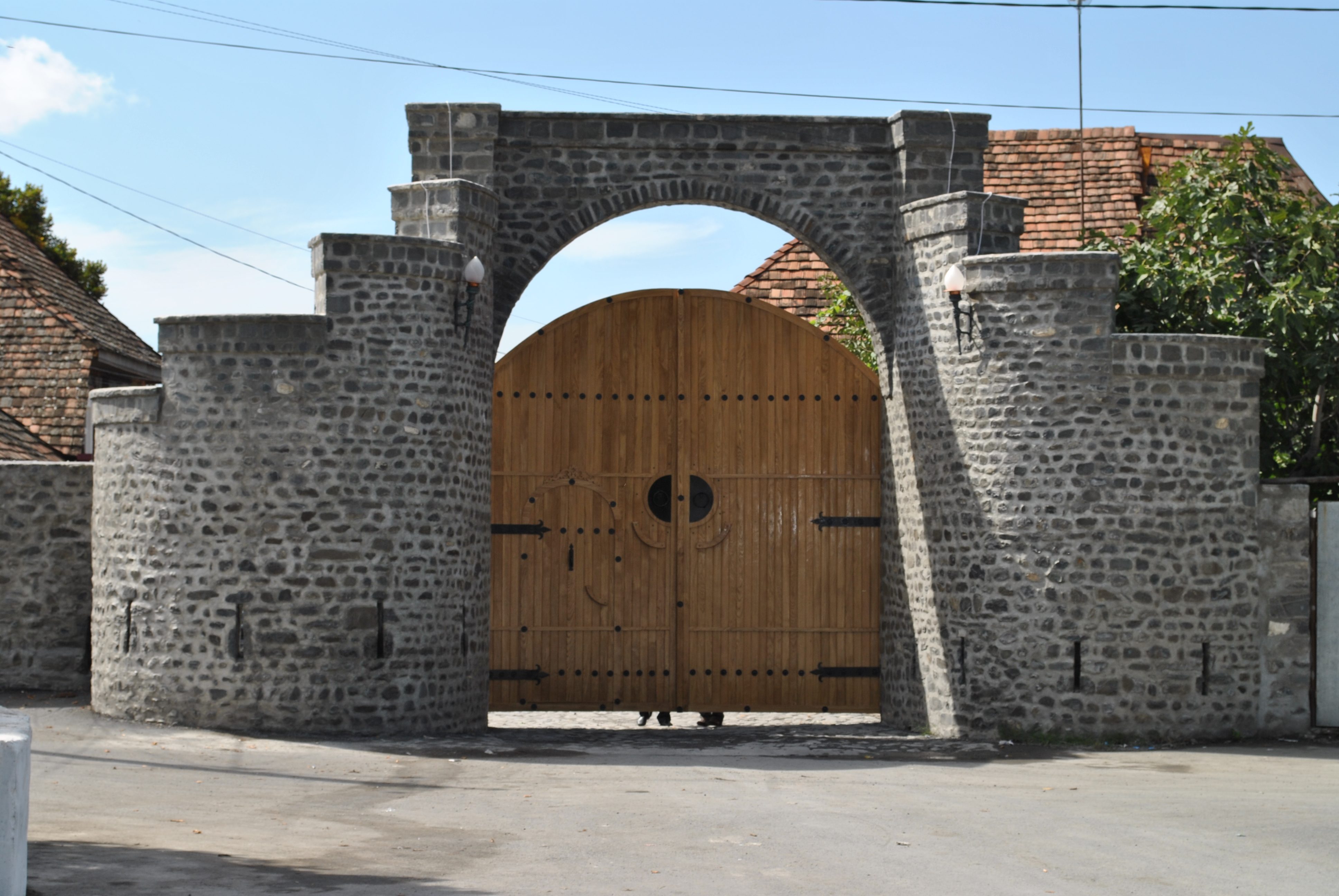
Верхние крепостные ворота и улица
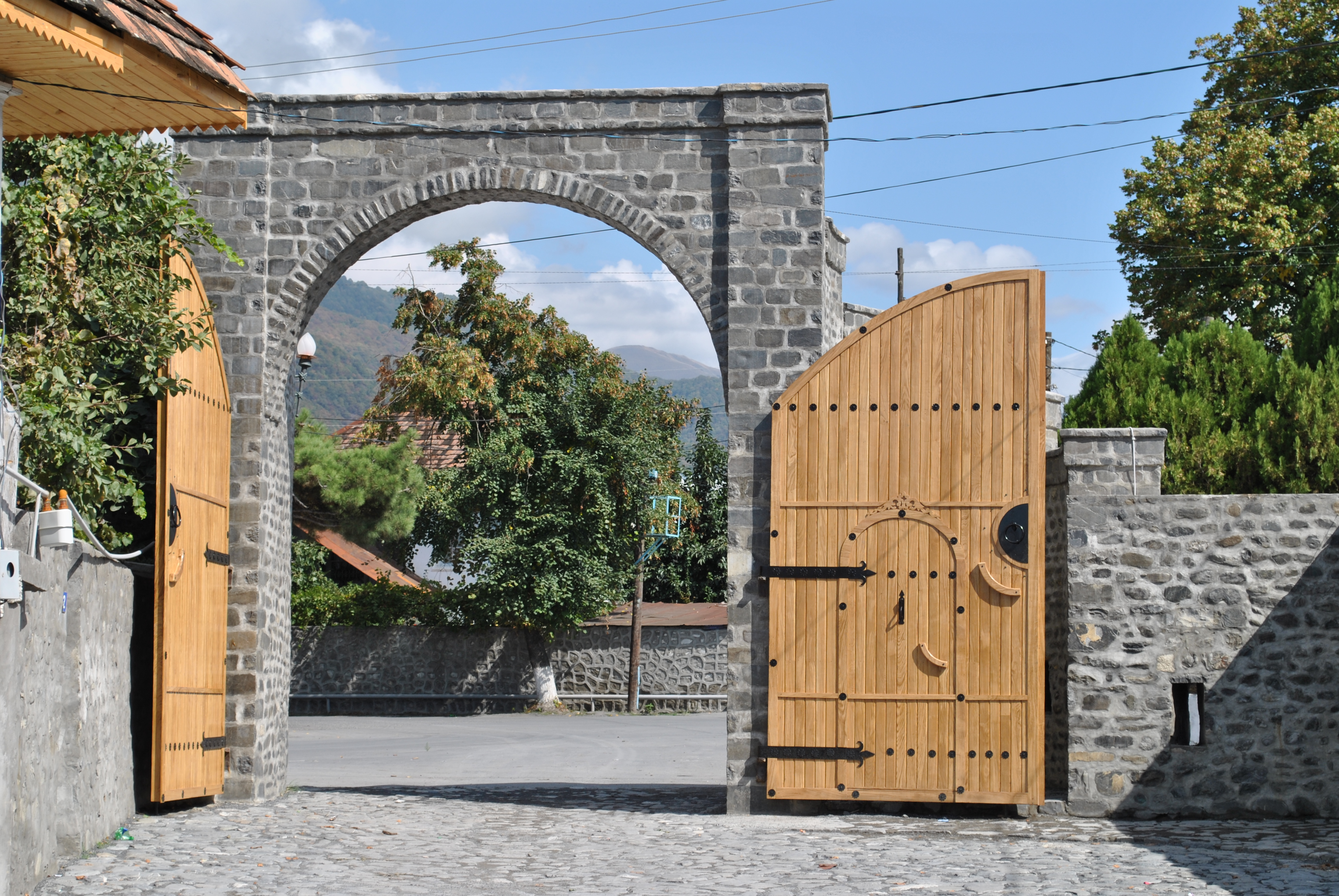
Над входными воротами Ичери-Базар
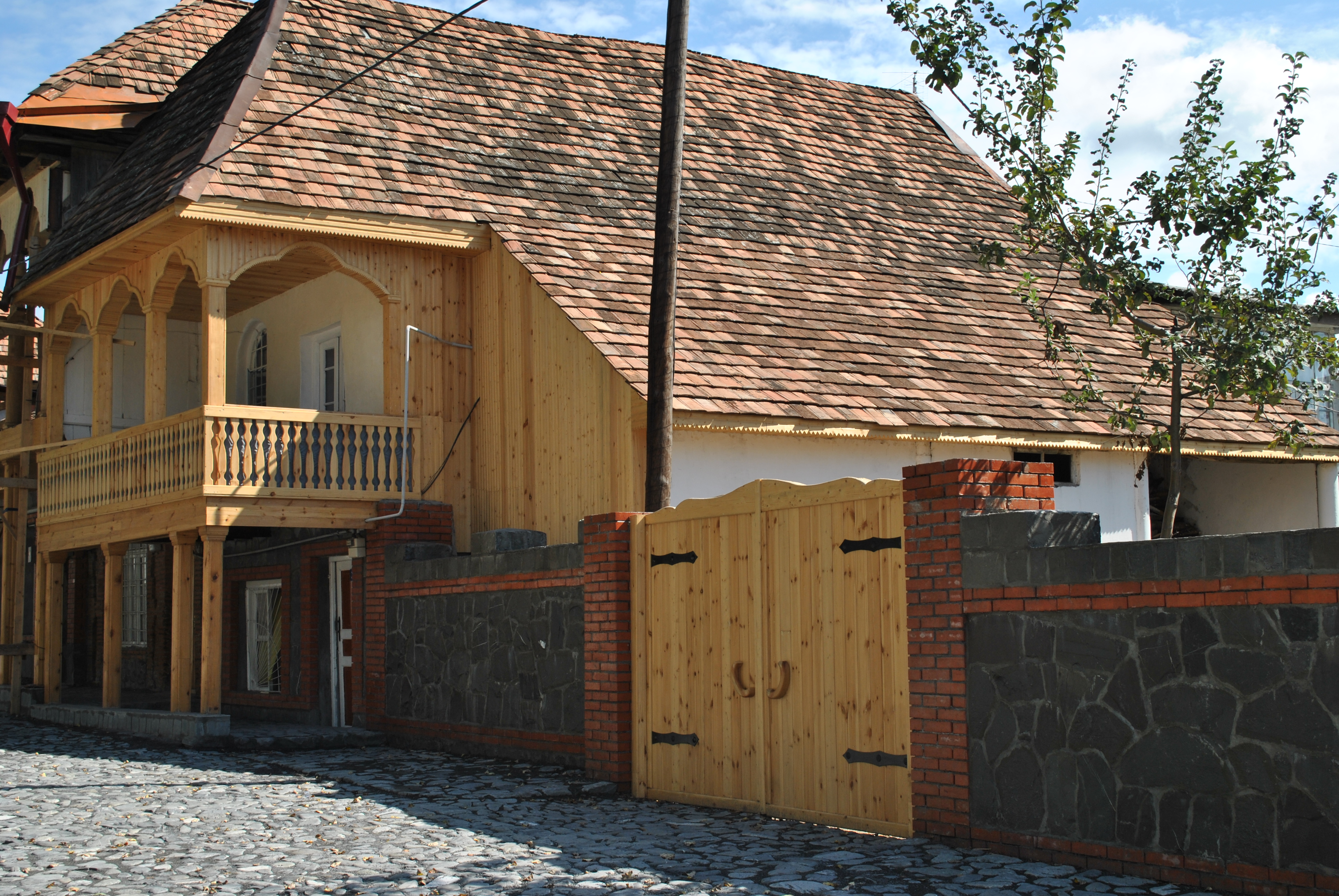
Улица Ичери-Базар
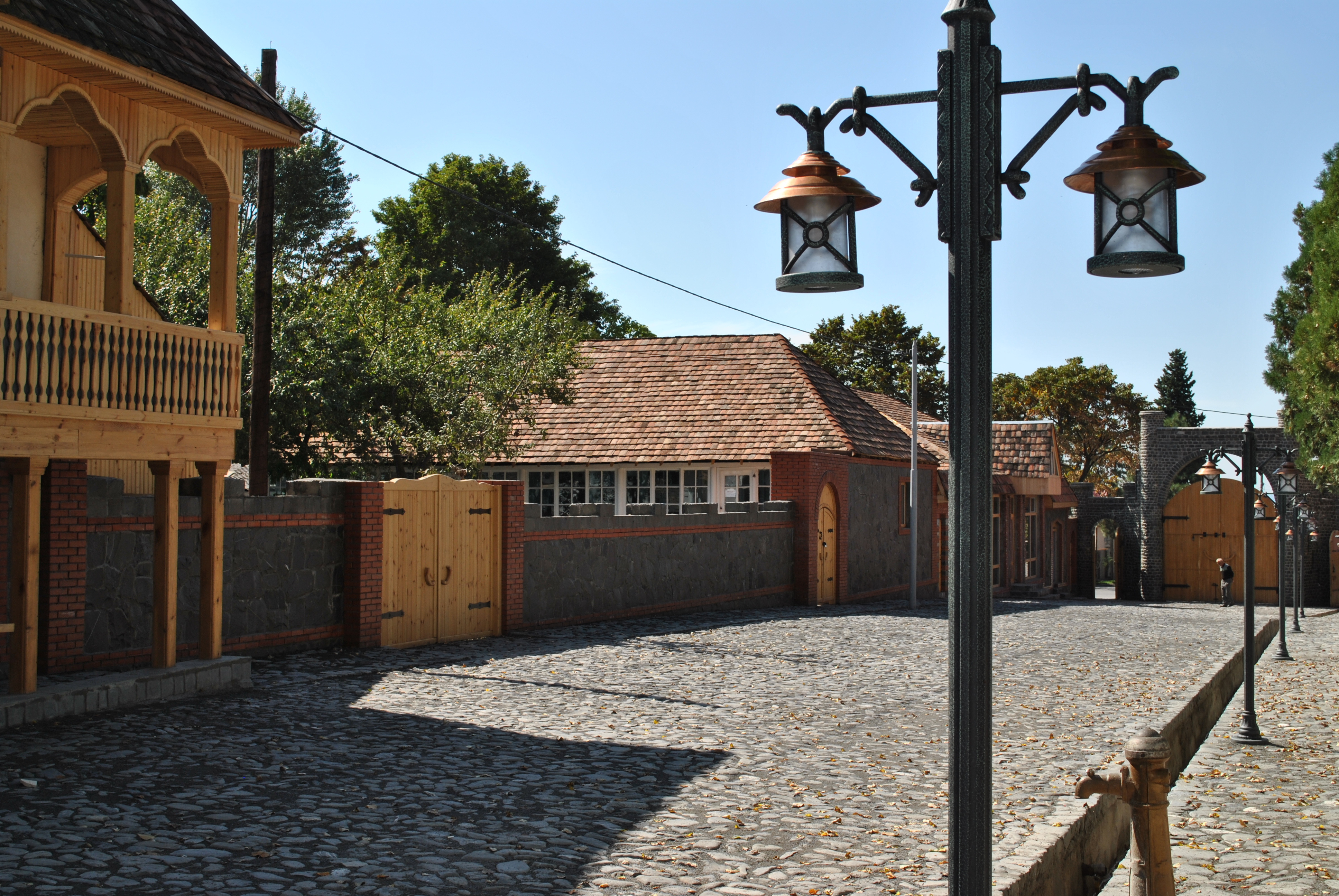
Улица Ичери-Базар
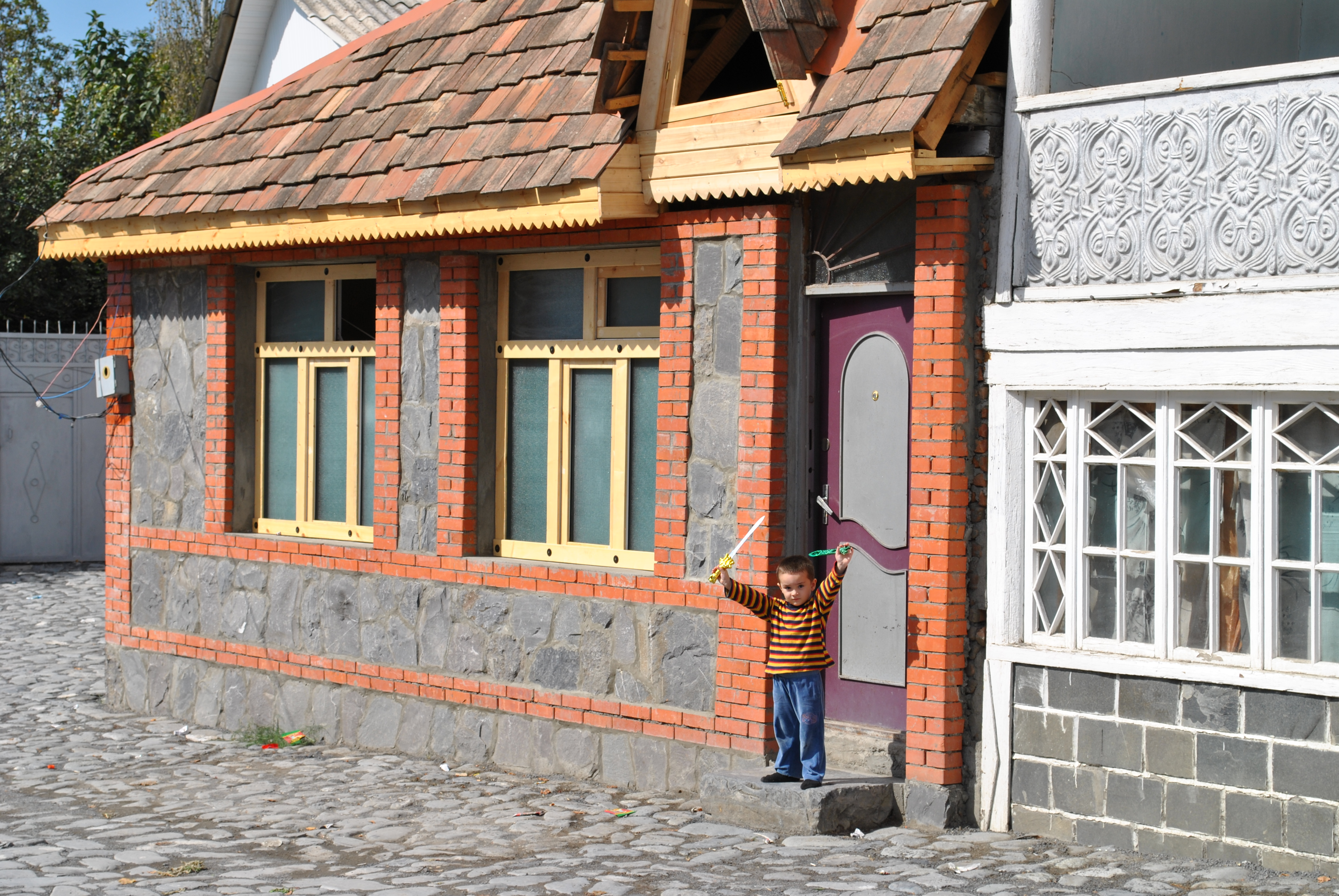
Улица Ичери-Базар
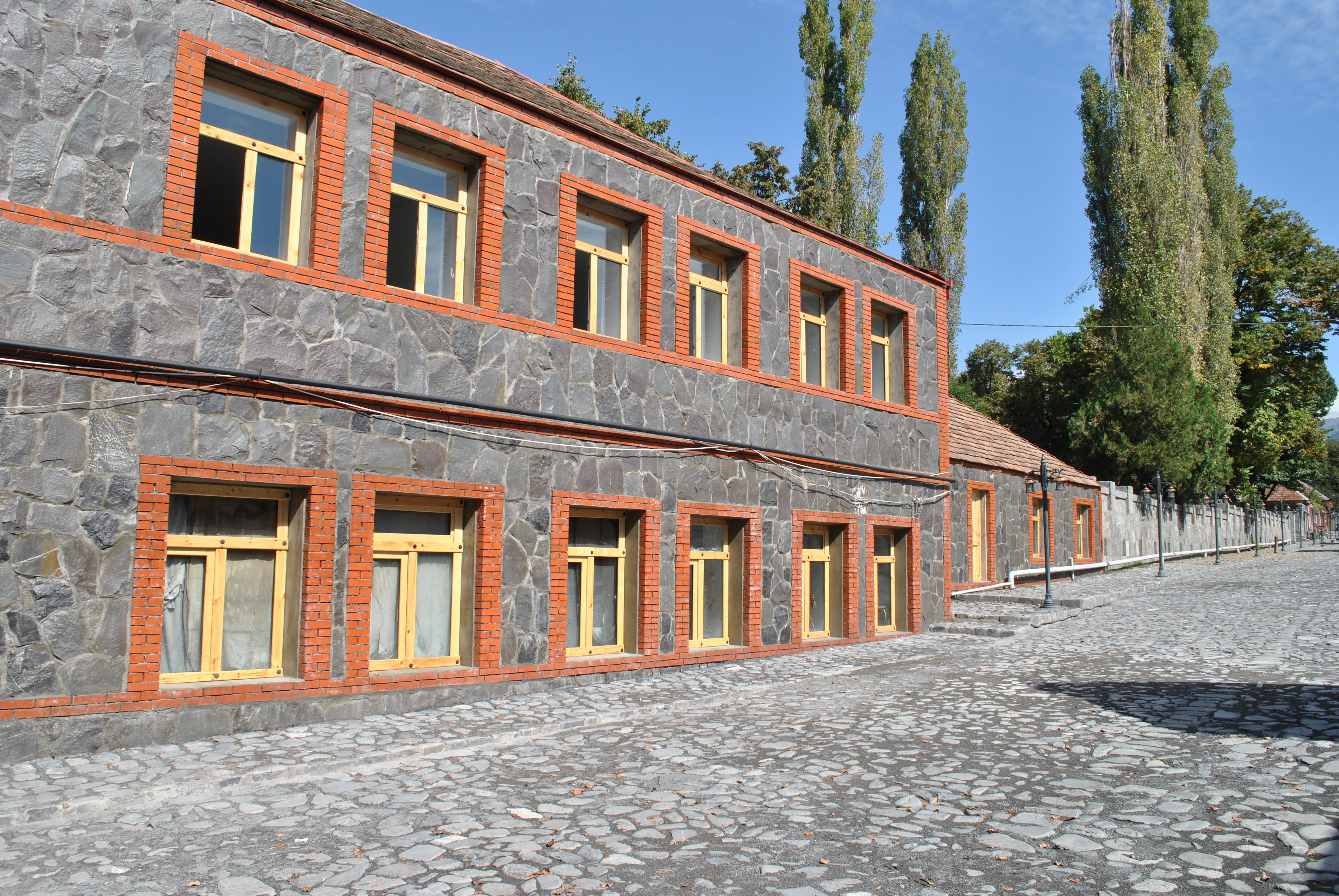
Улица Ичери-Базар